# Jehad Muntasser
Jehad Abdussalam Muntasser - em árabe, جهاد عبد السلام المنتصر (Trípoli, 26 de julho de 1978) é um ex-futebolista líbio que jogava como meia-atacante.

## Carreira
Fez carreira na Itália, onde foi revelado nas categorias de base da Atalanta. Profissionalmente, integrou os elencos de Pro Sesto, Arsenal (Inglaterra) Bristol City e Empoli, tendo atuado em apenas um jogo pelos Gunners, pela Copa da Liga Inglesa de 1998-99, entrando no final da prorrogação contra o Birmingham City.
A estreia de facto de Muntasser veio apenas em 1999, quando defendia o Viterbese. Passou ainda por Catania, L'Aquila, Triestina, Perugia e  Treviso no futebol italiano.
Muntasser jogaria ainda pelo Al-Wakra do Qatar e pelo Al-Ittihad Trípoli - este, inclusive, foi o primeiro clube que o meia-atacante defenderia em seu país, se aposentando em 2011.

## Carreira na Seleção
Muntasser jogaria apenas uma competição pela Seleção Líbia: a Copa das Nações Africanas de 2006, a primeira disputada pelo selecionado desde a edição de 1982, onde terminou com o vice-campeonato. Entre 1999 e 2006, atuou em 34 partidas, marcando oito gols.

## Participação na Guerra Civil de 2011
Após sua aposentadoria, Muntasser engajou-se na Guerra Civil Líbia que causou a queda do ditador Muammar al-Gaddafi, no poder desde 1969, inclusive promovendo um amistoso para arrecadar fundos para as vítimas do conflito. O evento contou com jogadores famosos como Marco Materazzi, Fabio Cannavaro, Javier Zanetti e Pavel Nedvěd, e teve ainda a presença do líder interino da Líbia, Mustafa Abdul Jalil. Realizado em Dubai, o amistoso foi transmitido para todo o mundo árabe.